# جون لي (سياسي بريطاني، مواليد 1957)
جون لي (بالصينية: 李家超) (بالإنجليزية: John Lee)‏ هو ضابط شرطة وسياسي بريطاني وصيني، ولد في 7 ديسمبر 1957. انتخب Under Secretary for Security ‏ (1 أكتوبر 2012 – 30 يونيو 2017) وانتخب وزير الأمن ‏ (1 يوليو 2017 – ).